# Phantomgrenze

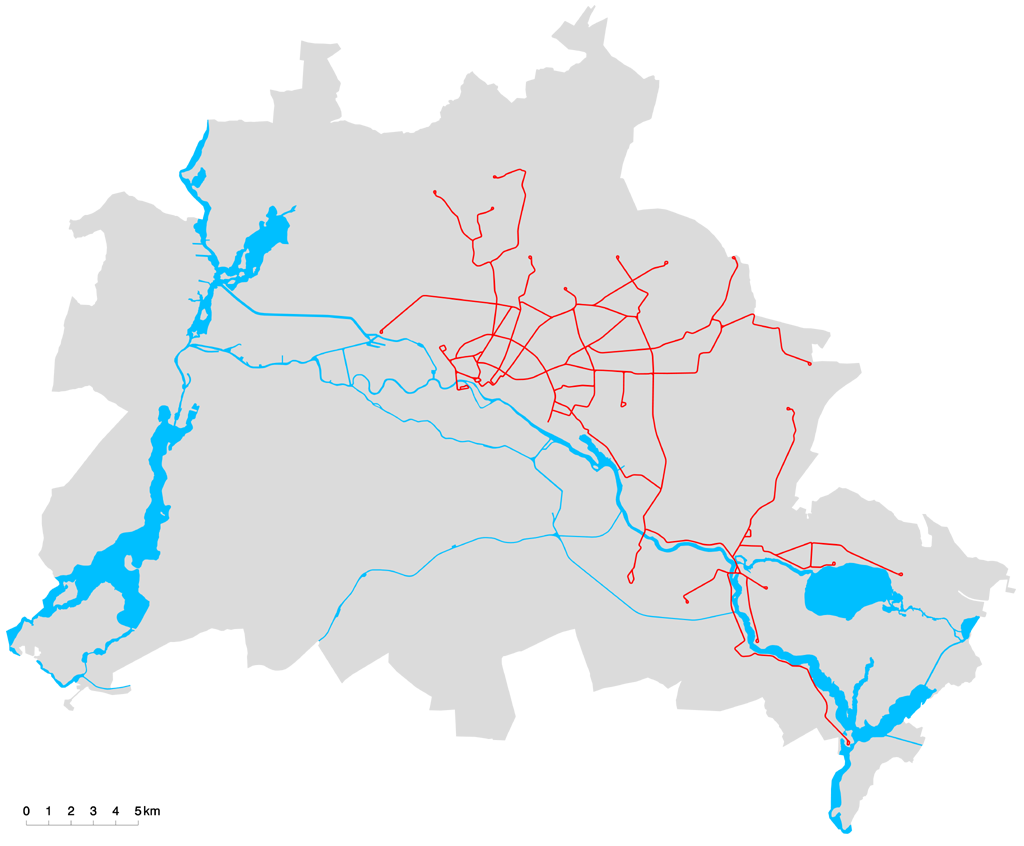
Karte der Straßenbahnlinien in Berlin aus dem Jahr 2009, auf der grob die Lage des ehemaligen Ostberlin zu sehen ist, da Westberlin diese zugunsten von Bussen ersetzt hat.

Der Begriff Phantomgrenze bezeichnet das scheinbare Fortwirken einer ehemaligen territorialen Körperschaft in aktuellen Räumen, beispielsweise in der geographischen Verteilung von Merkmalen der Infrastruktur, aber auch in Verhaltensformen wie etwa Wahlpräferenzen.
Er wurde ab 2009 durch ein internationales und interdisziplinäres Forschungsprojekt aus den Bereichen Geschichtswissenschaft und Osteuropastudien geprägt.

## Definition
Phantomgrenzen werden von den Forschern des BMBF-Projektes „Phantomgrenzen in Ostmitteleuropa“ als „frühere, zumeist politische Grenzen oder territoriale Gliederungen, die, nachdem sie institutionell abgeschafft wurden, den Raum weiterhin strukturieren“ definiert.
Im Fokus der Forschung stehen dabei nicht so sehr „die Grenzen selbst, als vielmehr die Räume, die durch Vergesellschaftungsprozesse innerhalb der ehemaligen Territorien geschaffen werden.“ Sichtbar werden können Phantomgrenzen demnach in der Architektur, in Infrastrukturen und institutionellen Rahmenbedingungen oder auch in den kulturellen Repräsentationen der Akteure. Der Begriff beschreibt also Phänomene der longue durée, ohne jedoch deterministischen Auffassungen Vorschub leisten zu wollen. Regionen sollen nicht als „natürliche“ Kulturräume verstanden werden, sondern vielmehr als von Menschen geschaffene und aktualisierbare „spukende Geister“.
Das Innovationspotential des Konzeptes liege in seinen drei Analyseebenen, die an die „Dreiheit des Raumes“ bei Henri Lefebvre angelehnt sind: Raumimagination, Raumerfahrung und Raumgestaltung. Demzufolge werden Räume erstens diskursiv produziert und weitervermittelt. Zweitens nehmen Akteure und wissenschaftliche Beobachter sie als Erfahrung wahr und aktualisieren sie teils routiniert in der Praxis. Und drittens werden sie durch planmäßige politische und administrative Interventionen implementiert (Territorialisierungsprozesse), wodurch sie wiederum auf das Handeln der Akteure zurückwirken können. Ziel des Projektes ist es, die Wechselwirkungen der drei Ebenen zu untersuchen und die Frage nach der historischen Konstruktion und Reproduktion regionaler Unterschiede aus einer veränderten Perspektive zu betrachten.

## Fallstudien
Auf der Grundlage empirischer Fallstudien hat das Projekt Remanenz-Phänomene in Polen, der Ukraine, Rumänien, Ungarn, Kroatien, Serbien, Bulgarien und der Türkei untersucht. Die Projektmitarbeiterin und Geographin Sabine von Löwis hat das Phänomen etwa am Beispiel des zweigeteilten Dorfes Sokyrynci an den westlichen und östlichen Ufern des Flusses Zbručs in der Westukraine untersucht. Der Verlauf des Zbručs wurde Ende des 18. Jahrhunderts im Zuge der Teilungen Polens zur Reichsgrenze zwischen Österreich-Ungarn und Russland. In der Zwischenkriegszeit teilte der Fluss Polen und die Ukrainische Sowjetrepublik voneinander. Seit dem Ende des Zweiten Weltkriegs besteht zwischen den Ufern des Zbručs keine Staatsgrenze mehr. Dennoch existieren die beiden Dörfer bis heute als eigenständige Gemeinden fort.
In ihrer ethnographisch angelegten Mikrostudie kommt Sabine von Löwis am Beispiel der untersuchten Symbolpolitik und Identifikationsprozesse zu dem Schluss, dass der Diskurs über die vermeintliche Spaltung der Ukraine im Falle der Dörfer Sokyrynci erst das Resultat nationaler Erinnerungspolitik sei. So sei die Erinnerung an die ukrainische Partisanenarmee UPA (Ukrainische Aufständische Armee) auf der Ebene des individuellen bzw. lokalen Gedächtnisses beispielsweise durchaus ambivalent – und zwar im westlichen wie im östlichen Dorf, haben doch viele der Dorfbewohner Opfer der UPA zu ihren Verwandten und Bekannten gezählt. Erst durch die Aufstellung eines Gedenkkreuzes für die 1944 gefallenen, ortsfremden Mitglieder der UPA nach der Unabhängigkeit 1991 und im Zuge der öffentlichen Politik der Verehrung der UPA auf dem Friedhof des westlichen Dorfes, wurde der Kampf für die Unabhängigkeit der Ukraine durch die Partisanenarmee eindeutig heroisiert. Die Geografin zieht den Schluss: „Erst das kulturelle Gedächtnis und nicht das individuelle/kommunikative Gedächtnis bzw. die Reibungen zwischen ihnen führt somit auf symbolischer Ebene zu einer Spaltung des Landes“.
Seit 2015 gibt der Wallstein-Verlag in Kooperation mit dem BMBF-Projekt eine achtbändige Reihe zum Thema „Phantomgrenzen im östlichen Europa“ heraus. Der erste Band erschien im Juli 2015 unter dem Titel „Phantomgrenzen. Räume und Akteure in der Zeit neu denken“. Im Jahr 2016 publizierte das Projekt drei weitere Bände über Polen, die Vojvodina und das Banat sowie zur Ost-West-Gliederung Europas im 19. und 20. Jahrhundert.

## Beispiele

### Deutschland

Geteiltes Deutschland (1945–1990)
Religion in Deutschland
Bundestagswahl 2025

Blau steht für mehrheitlich protestantische Regionen, grün für mehrheitlich katholische Regionen und rot für mehrheitlich religionslose Regionen.
Die Grenzen Preußens und Ostdeutschlands spiegeln sich in der Unterstützung für rechtsextreme oder nationalkonservative Parteien nach der deutschen Wiedervereinigung wider, darunter die DNVP in der Weimarer Republik und die AfD im 21. Jahrhundert. Ostdeutschland hat während des Kalten Krieges mit Ausnahme von Russen nicht so viele Einwanderer aufgenommen, sodass Ostdeutsche, insbesondere Russlanddeutsche, nach der Wiedervereinigung eher gegen Einwanderung sind. In Verbindung mit der ostdeutschen Ostalgie und dem Gefühl der Ostdeutschen, im Vergleich zu den Westdeutschen Bürger zweiter Klasse zu sein, neigen die östlichen Regionen Deutschlands dazu, eher für linke Parteien wie Die Linke und die PDS oder rechte, einwanderungsfeindliche Parteien wie die AfD zu stimmen.
Andere Folgen der deutschen Teilung zeigen sich auf unterschiedliche Weise: Im Westen verdienen die Arbeitnehmer höhere Löhne und produzieren mehr, während die Arbeitslosigkeit im Osten höher ist. Die Kluft spiegelt sich auch in persönlichen Vorlieben wider: Bei der Wahl des Autos bevorzugen Westdeutsche BMW gegenüber Škoda, während im Osten das Gegenteil der Fall ist.

### Italien
Süditalien besteht aus den heutigen italienischen Regionen, die vor der Einigung Italiens im Jahr 1861 zum Königreich beider Sizilien gehörten.

Königreich Sizilien 1154
Mezzogiorno
Häufigkeit der Erpressung der organisierten Kriminalität

### Osttimor
Eine regionale Teilung Osttimors gibt es bei domestizierten Tieren: Büffel und Schwein werden überall auf Timor gezüchtet, aber der Büffel besitzt zum Beispiel für die Makasae eine größere Bedeutung als das Schwein. In anderen Regionen, bei den Ost-Tetum beispielsweise, ist das Schwein von wirtschaftlich größerer Bedeutung als der Büffel. 
Das Ergebnis der Parlamentswahlen in Osttimor 2018 nach stärkster Partei in den Gemeinden spiegelt die jahrhundertealte kulturelle Zweiteilung des Landes in Loro Munu und Loro Sae wider.

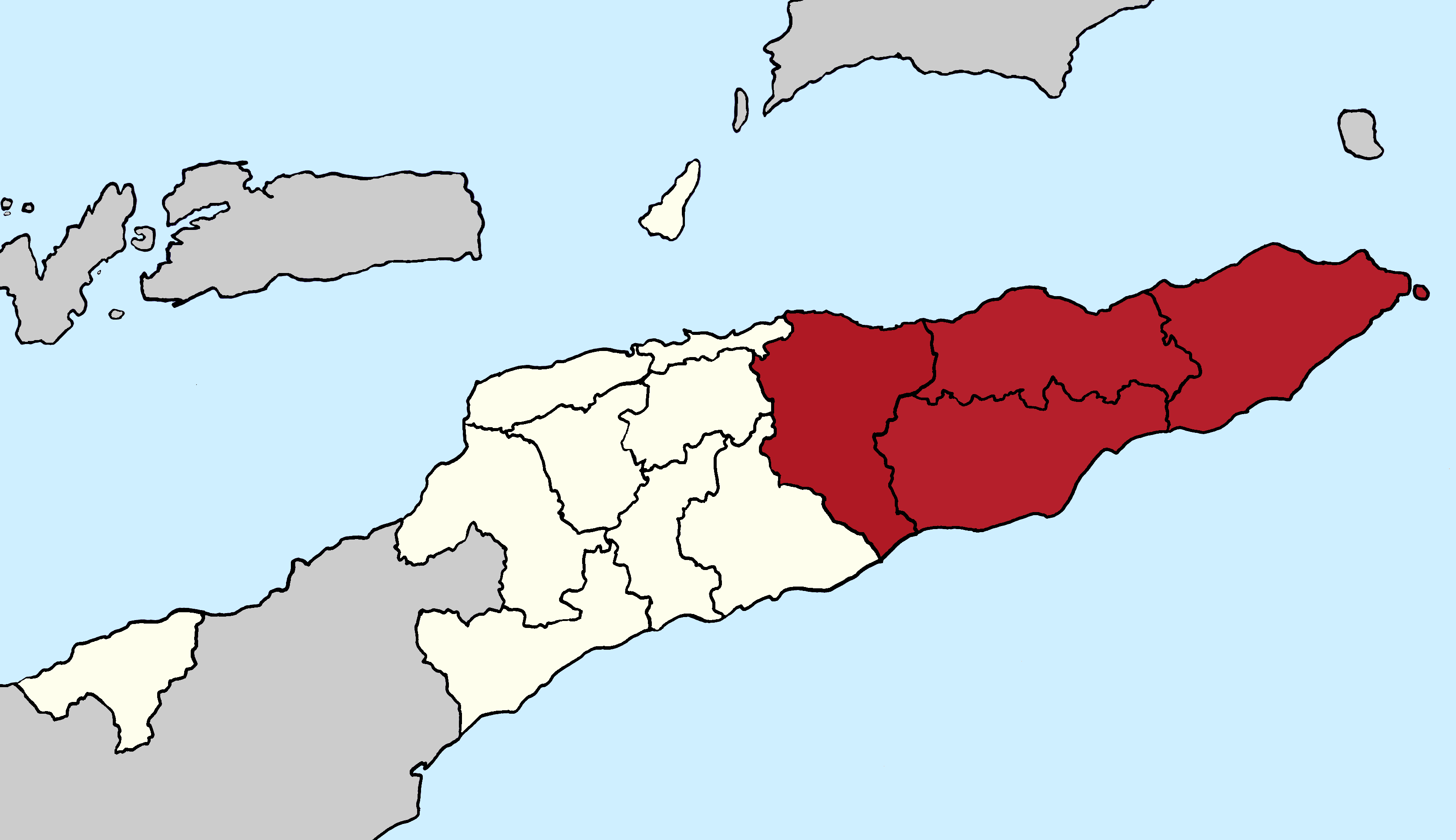
Kulturelle Regionen Osttimors: Loro Munu (weiß) und Loro Sae (rot)
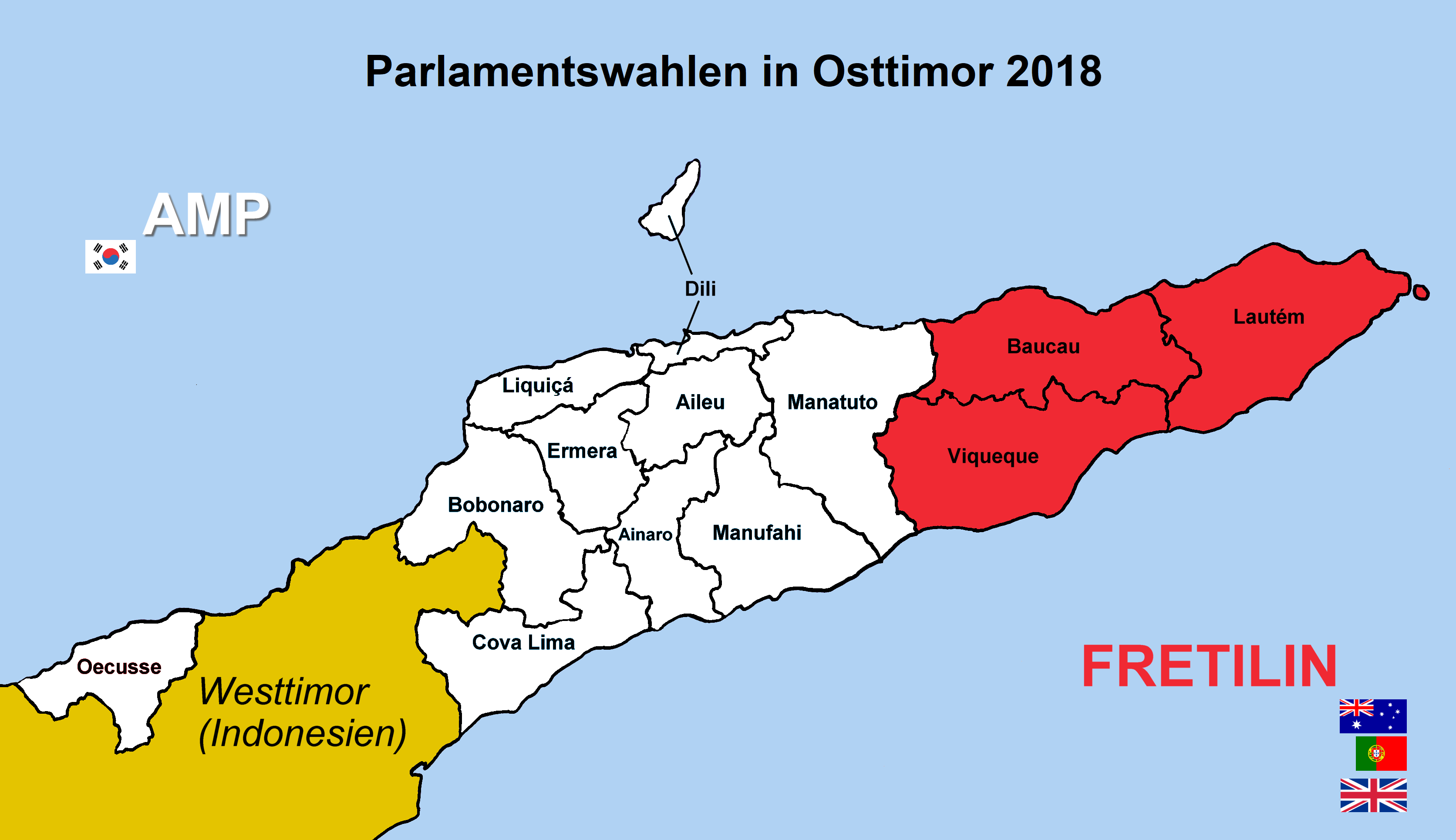
Parlamentswahlen in Osttimor 2018

### Polen

Territorialveränderungen Polens von 1635 bis 2009
Curzon-Linie (1919) unter Bezugnahme auf die Muttersprache der jeweiligen Mehrheitsbevölkerung vorgeschlagene Demarkationslinie
Ergebnisse der ersten Runde der Polnischen Präsidentschaftswahlen 2010

- „Postkommunistische Wahlgeographie“ in Polen,[10]

Nach den Präsidentschaftswahlen in Polen im Jahr 2015 bemerkte Christian Forberg: „Im Westen bekam Bronislaw Komorowski die meisten Stimmen, im Osten dagegen Jarosław Kaczyński. Das Erstaunliche an der Karte ist: Sie lässt ungefähr die einstige Teilung Polens erkennen, die erst nach 1918, nach dem Ersten Weltkrieg aufgehoben wurde: Der Westen war preußisch regiert, östliche und südliche Teile von Russland und Österreich-Ungarn. Alte Grenzen tauchen aus dem Nebel der Geschichte auf und leben über Generationen fort.“

### Rumänien
Vor der Unabhängigkeit Rumäniens bestand sein modernes Staatsgebiet aus der Walachei und Moldau unter der Herrschaft des Osmanischen Reiches und dem größeren Gebiet Siebenbürgen unter der Herrschaft des Habsburgerreichs. Siebenbürgen weist im Allgemeinen eine größere ethnische Vielfalt auf als andere Teile Rumäniens, mit einer bedeutenden ungarischen Minderheit und einer kleineren deutschen Minderheit. Auch die Wahrnehmung der politischen und sozialen Machtverhältnisse ist unterschiedlich, da Siebenbürgen unter einer Verwaltungsbehörde stand, während die ehemaligen osmanischen Gebiete einer eher willkürlichen Herrschaft mit weniger zentralisierten Rechtsbefugnissen unterlagen. In Siebenbürgen gibt es mehr politische Proteste als im Rest des Landes, mit Ausnahme der Hauptstadt Bukarest.
- Wasserinfrastruktur im ländlichen Rumänien der 2000er Jahre[10]

Ausdehnung Siebenbürgens innerhalb Rumäniens
Ergebnisse der Stichwahl der rumänischen Präsidentschaftswahlen 1996
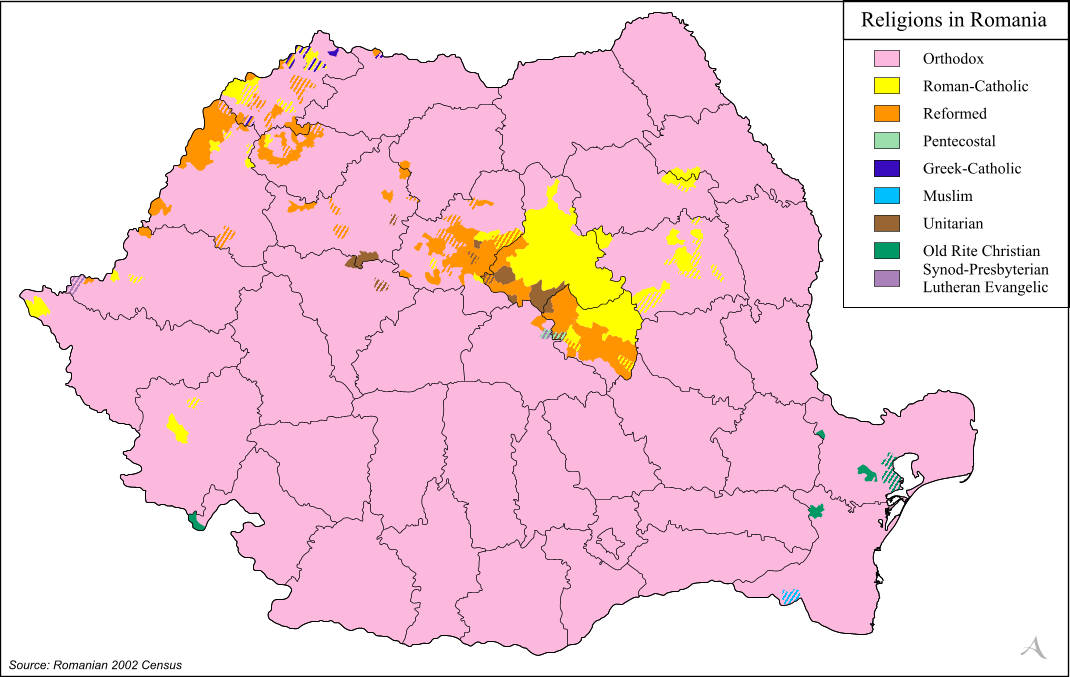
Dominierende christliche Konfessionen in Rumänien

Ähnliche Phänomene lassen sich auch in der Wahlgeographie der Ukraine, Serbiens sowie Deutschlands angesichts der Wahlergebnisse der Partei „Die Linke“ beobachten.

### Tschechien
In Tschechien sind bis heute signifikante Unterschiede der ehemals von Deutschen bewohnten Gebiete im Norden und Westen des Landes nachweisbar. Dies betrifft unter anderem die Bevölkerungsdichte, Durchschnittsalter, Bildung und Wahlergebnisse.

### Ukraine
Allein im 18. und 19. Jahrhundert wurden Teile der Ukraine zwischen Russland, dem Habsburgerreich, der Tschechoslowakei, Polen, Rumänien, Ungarn und verschiedenen ukrainischen Staaten aufgeteilt. Es wurde eine Spaltung zwischen verschiedenen Regionen der Ukraine festgestellt, die auf politische Grenzen in der Region zurückzuführen ist – bei Wahlen gibt es eine Spaltung zwischen der Ost-Süd- und der Zentral-West-Ukraine. Ein Beispiel für Phantomgrenzen wäre die pro-russische Haltung der Dnjepr-Ukraine aufgrund ihrer längeren Verbindungen zu Russland. Es gibt verschiedene Anomalien bei diesen Phantomgrenzen – ein Beispiel wäre, dass die Wähler in den Regionen Transkarpatien und Tscherniwzi, die früher von Österreich kontrolliert wurden, offenbar ähnlich wie in der Ostukraine wählen.
- Wahlgeographie in der Ukraine[14]

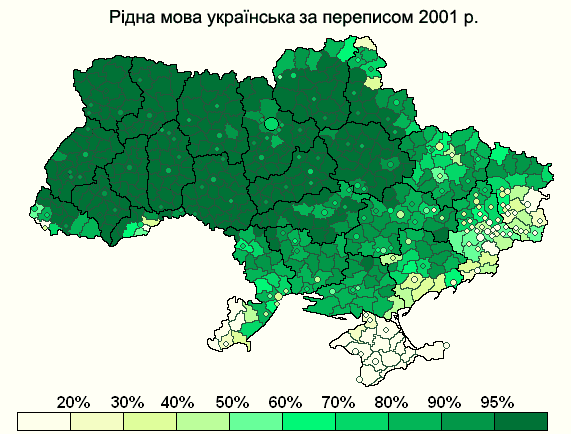
Anteil der ukrainischen Muttersprachler in den Rajonen und Städten der Ukraine nach der offiziellen Statistik 2001
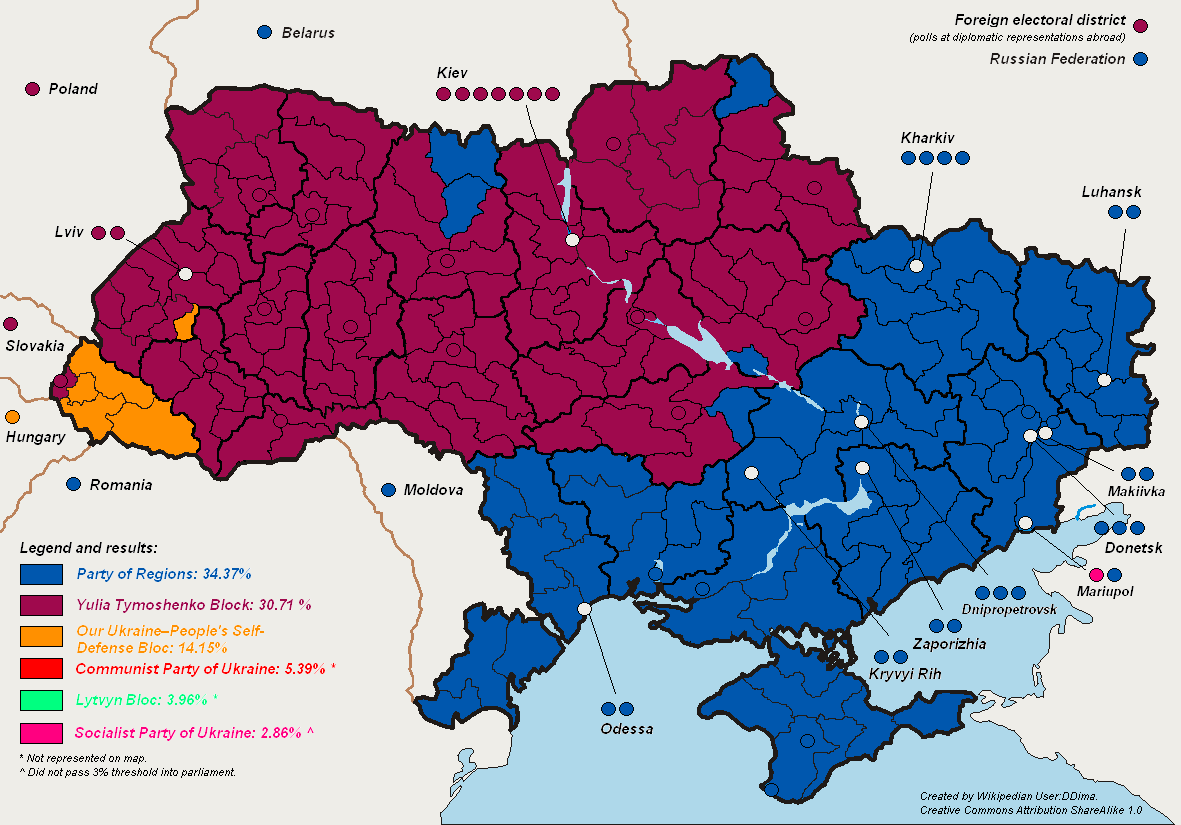
Ergebnisse der Parlamentswahlen in der Ukraine 2007

### Vereinigte Staaten
In den USA spiegelt die heutige Spaltung zwischen Republikanern und Demokraten die Mason-Dixon-Linie – des US-Bürgerkriegs in den 1860er Jahren wider. Die Kluft wird auch auf andere Weise sichtbar: So war während der Covid-Pandemie der Widerstand gegen die Maskenpflicht im Süden des Landes deutlich größer.

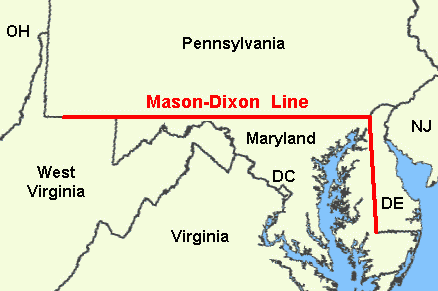
Die ursprüngliche Mason-Dixon-Linie
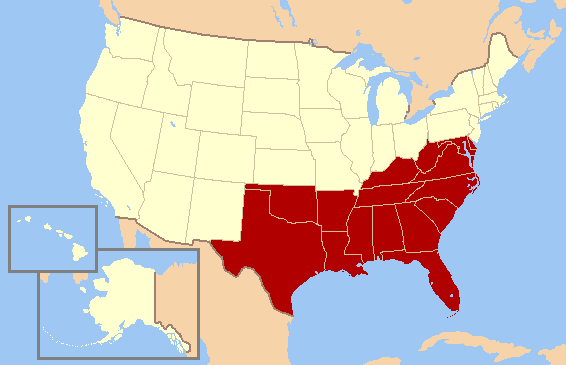
Die Südstaaten der USA
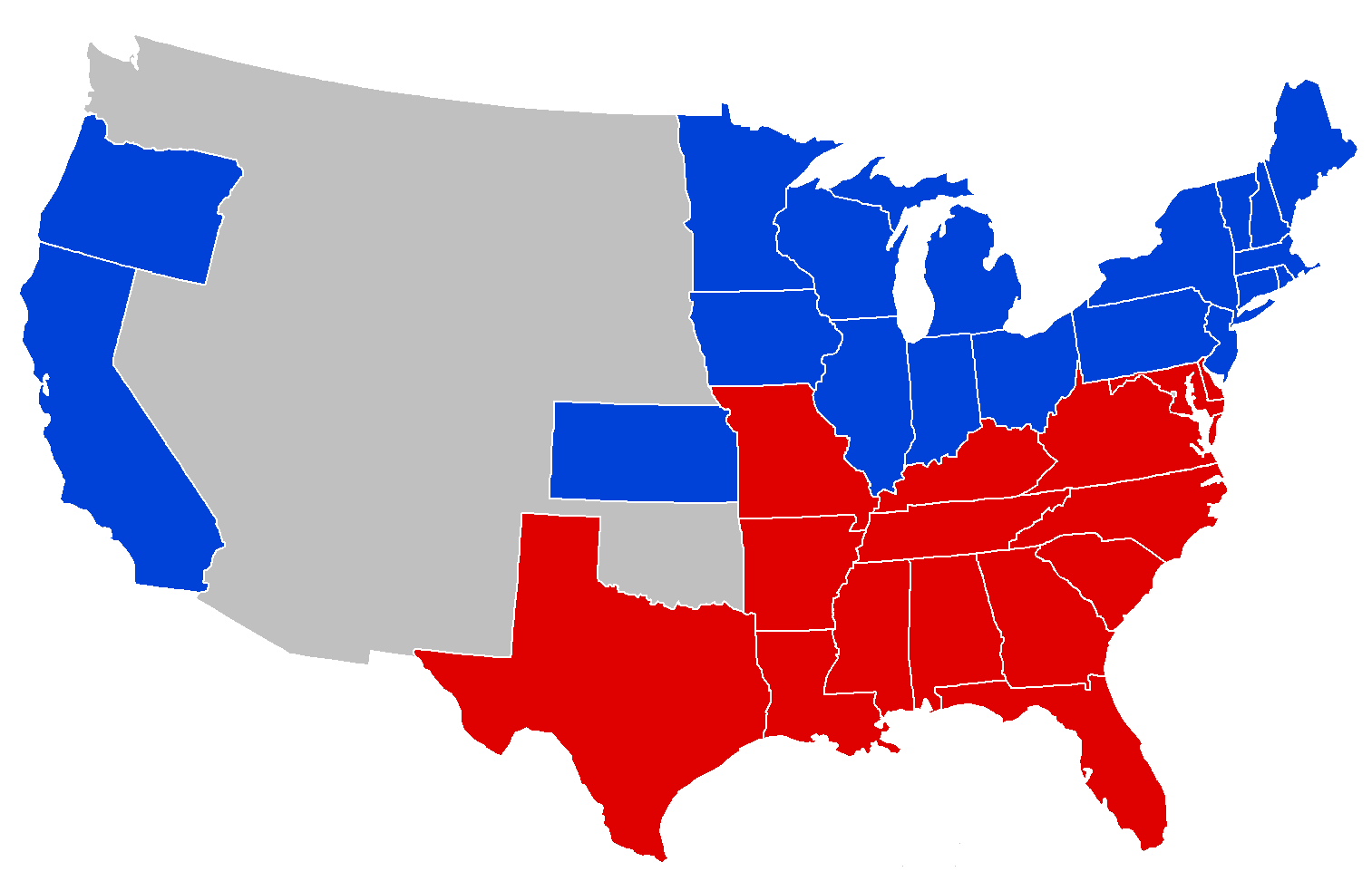
Freie und Sklavenstaaten, 1861